# Magwengiella expugnator
Magwengiella expugnator är en stekelart som beskrevs av Bachmaier och Diller 1985. Magwengiella expugnator ingår i släktet Magwengiella och familjen brokparasitsteklar. Inga underarter finns listade i Catalogue of Life.